# Sonata per a piano en re bemoll major, D 567 (Schubert)
La Sonata per a piano en re bemoll major, D 567 (també coneguda amb la numeració D 568), és una obra composta per Franz Schubert el juny de 1817. És una versió primerenca de la Sonata per a piano núm. 7 en mi bemoll major, D 568.

## Moviments[2]
I. Allegro moderato. En re bemoll major.
II. Andante molto. En do sostingut menor.
III. Allegretto. En re bemoll major. Fragment (acaba al mig del tema final), tot i que el material desaparegut pot ser produït en transposar el mateix passatge de la Sonata en mi bemoll major.